# Marcin Cieślak
Marcin Cieślak (Varsovia, 7 de abril de 1992) es un deportista polaco que compite en natación. Ganó dos medallas en el Campeonato Europeo de Natación en Piscina Corta de 2019, plata en el relevo 4 × 50 m libre y bronce en 100 m mariposa.

## Palmarés internacional
| Campeonato Europeo en Piscina Corta | Campeonato Europeo en Piscina Corta | Campeonato Europeo en Piscina Corta | Campeonato Europeo en Piscina Corta |
| Año                                 | Lugar                               | Medalla                             | Prueba                              |
| ----------------------------------- | ----------------------------------- | ----------------------------------- | ----------------------------------- |
| 2019                                | Glasgow (Reino Unido)               | Medalla de plata                    | 4 × 50 m libre                      |
| 2019                                | Glasgow (Reino Unido)               | Medalla de bronce                   | 100 m mariposa                      |